# Fuji-gun

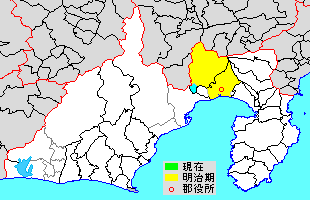
Karte der Meiji-Zeitlichen Ausdehnung von Fuji (gelb) in Shizuoka (weiß) mit späteren Gebietsgewinnen (cyan) und Gemeindegrenzen des 21. Jahrhunderts (schwarz)

Fuji (japanisch 富士郡 Fuji-gun, historisch Fuji no kōri gelesen) war bis 2010 ein Kreis (-gun/kōri) der modernen japanischen Präfektur (-ken) Shizuoka und der antiken Provinz Suruga/Sunshū in Tōkaidō. Er umfasste große Teile der heutigen kreisfreien Städte (-shi) Fujinomiya und Fuji.
Bei der modernen Reaktivierung der Landkreise als Verwaltungseinheit 1879 wurde die Kreisverwaltung in der späteren Stadt Fujiwara eingerichtet. Bei der Einführung der modernen Gemeindeformen 1889 wurde der Kreis in 2 Städte und 20 Dörfer eingeteilt. Mit der Gründung der Stadt Fujinomiya 1943 begannen schrittweise Gebietsverluste. Nur 1955 gewann Fuji Territorium, als das Dorf Utsubusa aus dem Kreis Ihara mit dem Dorf Shibatomi zum Dorf Tomihara fusionierte. 2010 erlosch der Kreis schließlich ganz mit der Eingemeindung der letzten verbliebenen Stadt Shibakawa in die Stadt Fujinomiya.